# 鮑丙辰
鮑 丙辰（ほう へいしん/パオ・ピンチェン、1889年7月9日 - ?）は、清末民初の軍人。直隷派に属した。直隷省完県（現河北省保定市順平県）出身。字は午橋。

## 略歴
1908年、姚錫九ら14名とともに清陸軍部のフランス留学第2班に選抜され、ラ・フレーシュの国立陸軍幼年学校に留学し、1911年、航空技術を学ぶ。辛亥革命後の1914年に帰国し、北京の南苑航空学校にて姚錫九とともに飛行教官を務める。張勲復辟勃発後の1917年7月7日、段祺瑞の命により南苑航空学校は討逆軍臨時航空隊に改編され、校長の秦国鏞、姚錫九とともにコードロンC型で紫禁城への偵察、豊台の弁子軍陣地や北京城内南河沿の張勲邸宅への爆撃、天安門上空で投降を呼びかけるビラ散布を行った。同年10月19日、騎兵少校となる。
南苑航空学校が航空教練所に改編された後の1921年2月、3代目所長兼航空署参事上行走を務めた。
曹錕の政権掌握後の1923年12月19日、航空署（督弁：趙玉珂）軍事庁庁長に任ぜられる。
1924年9月の江浙戦争勃発前夜、南苑航空学校教育長の蒋逵に中央臨時航空隊の編成が命じられる。蒋逵が隊長、徐曰甫、米嘉禾、謝鳴皋らが隊員となり、任務に当たる事となった。中央臨時航空隊の蘇州駐屯当時、鮑丙辰を指揮官として江蘇航空隊（隊長：尉遅良）との統一指揮部が編成され、飛行員8人、爆撃機8機を共有した。
同年10月の北京政変後、直隷派の航空隊関係者の多くは馮玉祥率いる国民軍に編入され、西北辺防督弁公署航空司令部や第三軍航空隊の所属となった。しかしそれらの中に鮑丙辰の名前はなく、直隷派に留まった可能性がある。
1926年6月、討賊聯軍航空司令部暫編航空隊総指揮。
その後国民政府に加わったと見られ、1931年8月10日、軍政部航空署文書科科長となる。1934年、軍事参議院諮議となり、在職中の1936年には騎兵中校に昇進。1937年7月、軍事参議院諮議の任を解かれ、以降の動向は不明。